# Ellis Clarke

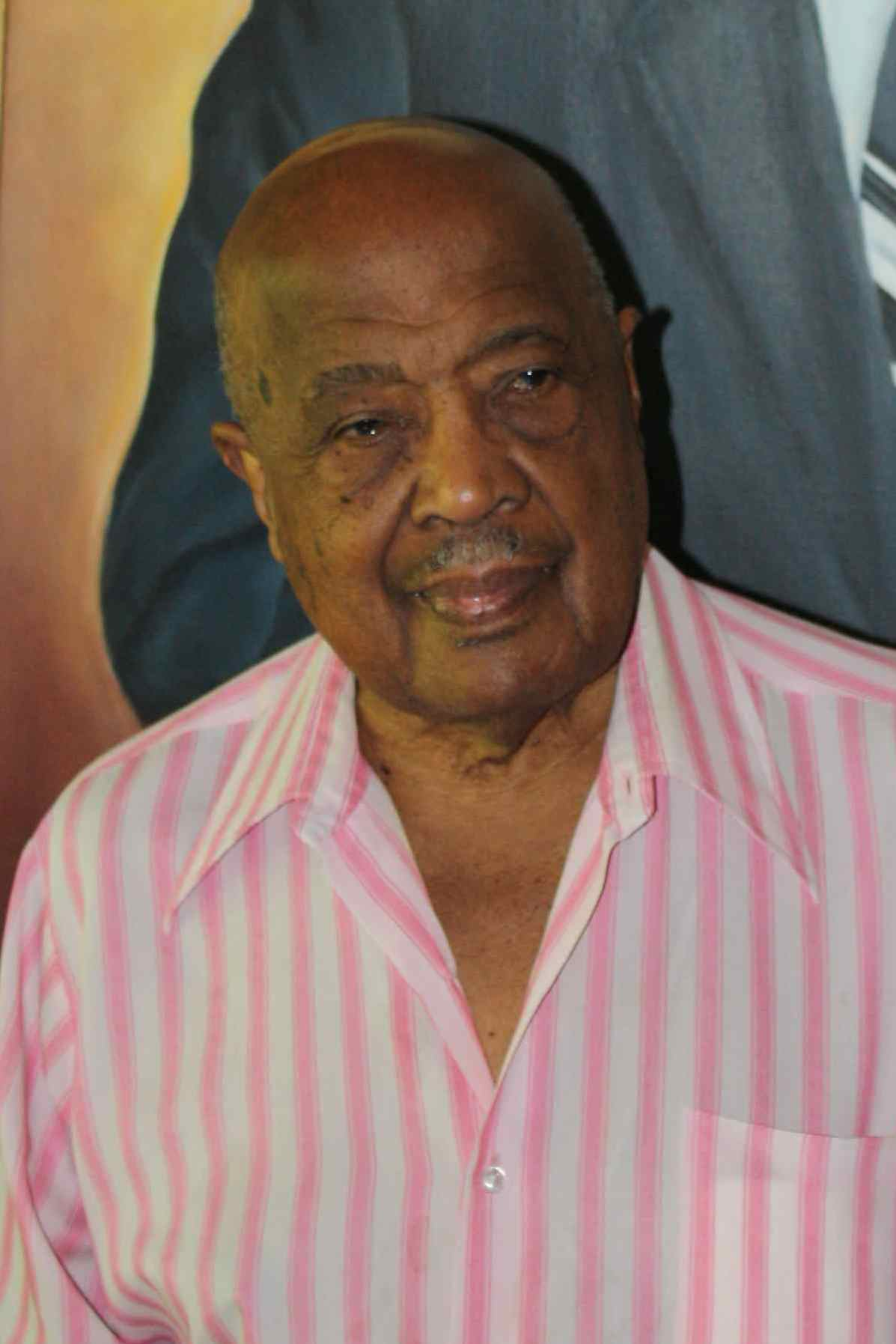
Ellis Clarke (2010)

Sir Ellis Emmanuel Innocent Clarke GCMG TC (* 28. Dezember 1917 in Port of Spain; † 30. Dezember 2010 in Port of Spain) war ein Politiker und Staatspräsident von Trinidad und Tobago.

## Leben

### Studium und berufliche Tätigkeiten
Nach einem Stipendium in Mathematik 1938 begann er ein Studium der Rechtswissenschaften an der Universität London, das er 1941 mit einem Bachelor of Laws (LL.B.) abschloss. Von 1941 bis 1954 war er als Rechtsanwalt in Gray’s Inn und Port of Spain tätig.
Von 1954 bis 1956 war Clarke Solicitor-General (Leitender Staatsanwalt) sowie anschließend Stellvertretender Kolonialsekretär. Von 1957 bis 1962 war er Generalstaatsanwalt (Attorney-General) in der Zeit der Föderation der Westindischen Staaten.

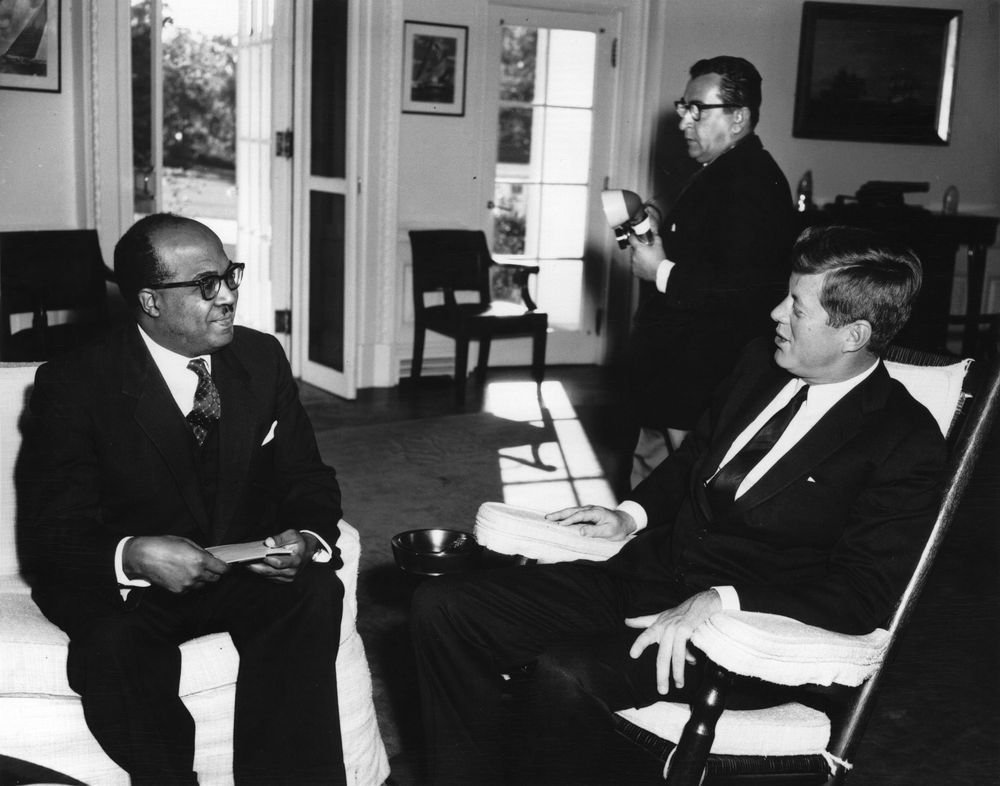
Clarke mit John F. Kennedy (1962)

Nach der Unabhängigkeit von Trinidad und Tobago am 31. August 1962 ernannte ihn Premierminister Eric Eustace Williams zum Ständigen Vertreter bei den Vereinten Nationen (UNO) sowie Botschafter in den USA. Zugleich war er als Botschafter in Kanada und Mexiko akkreditiert. Diese Ämter übte er bis 1968 aus. Anschließend war er bis 1973 Chairman (Vorsitzender) der BWIA West Indies Airways.
Am 5. Februar 1963 wurde er als Knight Bachelor („Sir“) in den Adelsstand erhoben.

### Letzter Generalgouverneur und Erster Präsident
Am 15. September 1972 wurde er von Königin Elisabeth II. als Nachfolger von Sir Solomon Hochoy zum Generalgouverneur von Trinidad und Tobago ernannt. Zudem wurde er bereits am 27. Juli 1972 als Knight Grand Cross in den Order of St. Michael and St. George aufgenommen.
Nach der Umwandlung des Inselstaates in eine präsidiale Republik am 1. August 1976 wurde Clarke von der Wahlversammlung des Repräsentantenhauses und des Senats zum ersten Präsidenten von Trinidad und Tobago gewählt und verzichtete während seiner Amtszeit auf die Verwendung des mit seinen britischen Ritterwürden verbundenen Namenszusatzes „Sir“. Später wurde er wiedergewählt und beendete seine zweite Amtszeit am 13. März 1987. Wegen politischer Differenzen mit der regierenden National Alliance for Reconstruction (NAR) verzichtete er auf eine dritte Amtszeit. Sein Nachfolger wurde Noor Hassanali.

## Auszeichnungen
- Companion des Order of St. Michael and St. George (1960)
- Knight Bachelor (1963)
- Trinity Cross (1969)
- Knight Grand Cross des Order of St. Michael and St. George (1972)
- Gran Cordón des Orden del Libertador (Venezuela)